# Granite Bay (Kalifornija)
Granite Bay je naseljeno područje za statističke svrhe u američkoj saveznoj državi Kalifornija. Prema popisu stanovništva iz 2010. u njemu je živjelo 20.402 stanovnika.